# Trichiura
|  | No s'ha de confondre amb Trichiurus, Trichuris trichiura, o Trichur. |

Trichiura és un gènere de lepidòpters ditrisis de la família dels lasiocàmpids (Lasiocampidae).

## Llista d'espècies
- Trichiura crataegi
- Trichiura castiliana
- Trichiura verenae
- Trichiura ilicis
- Trichiura mirzayani

## Galeria

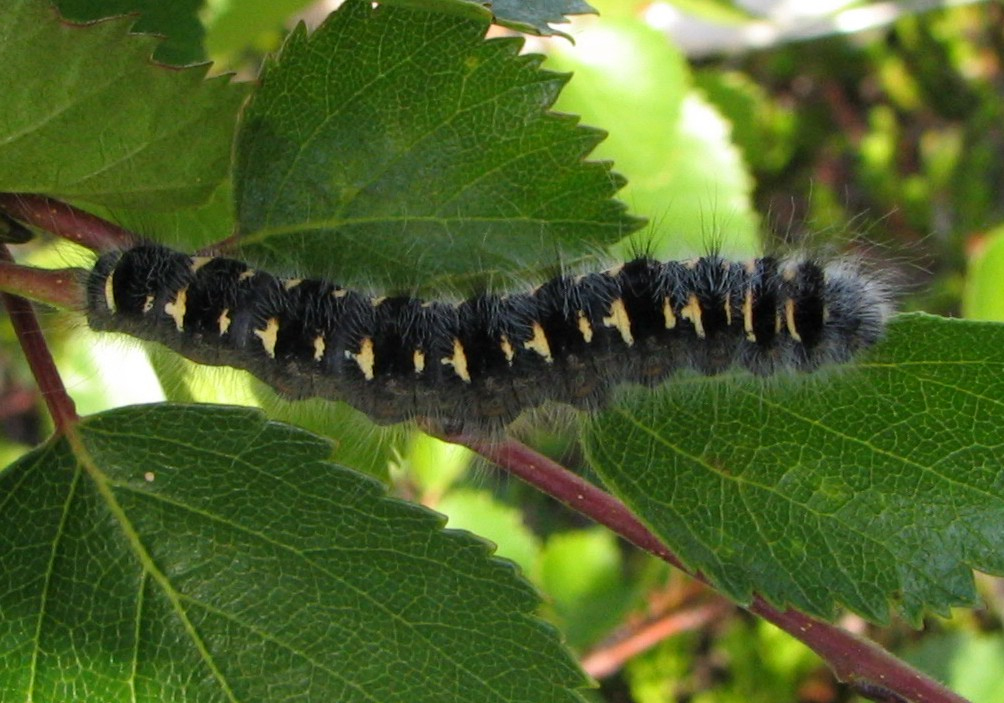
Trichiura crataegi, larva
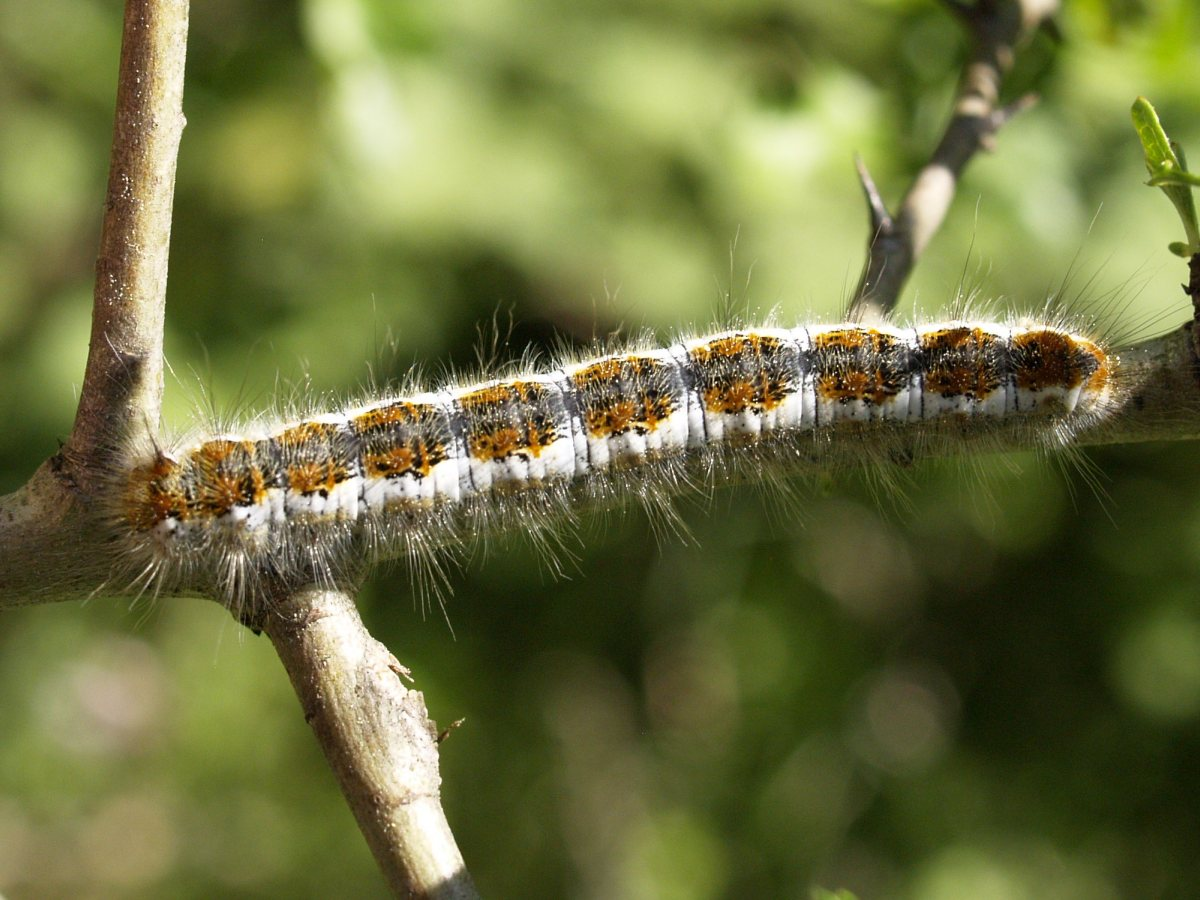
Trichiura crataegi, larva
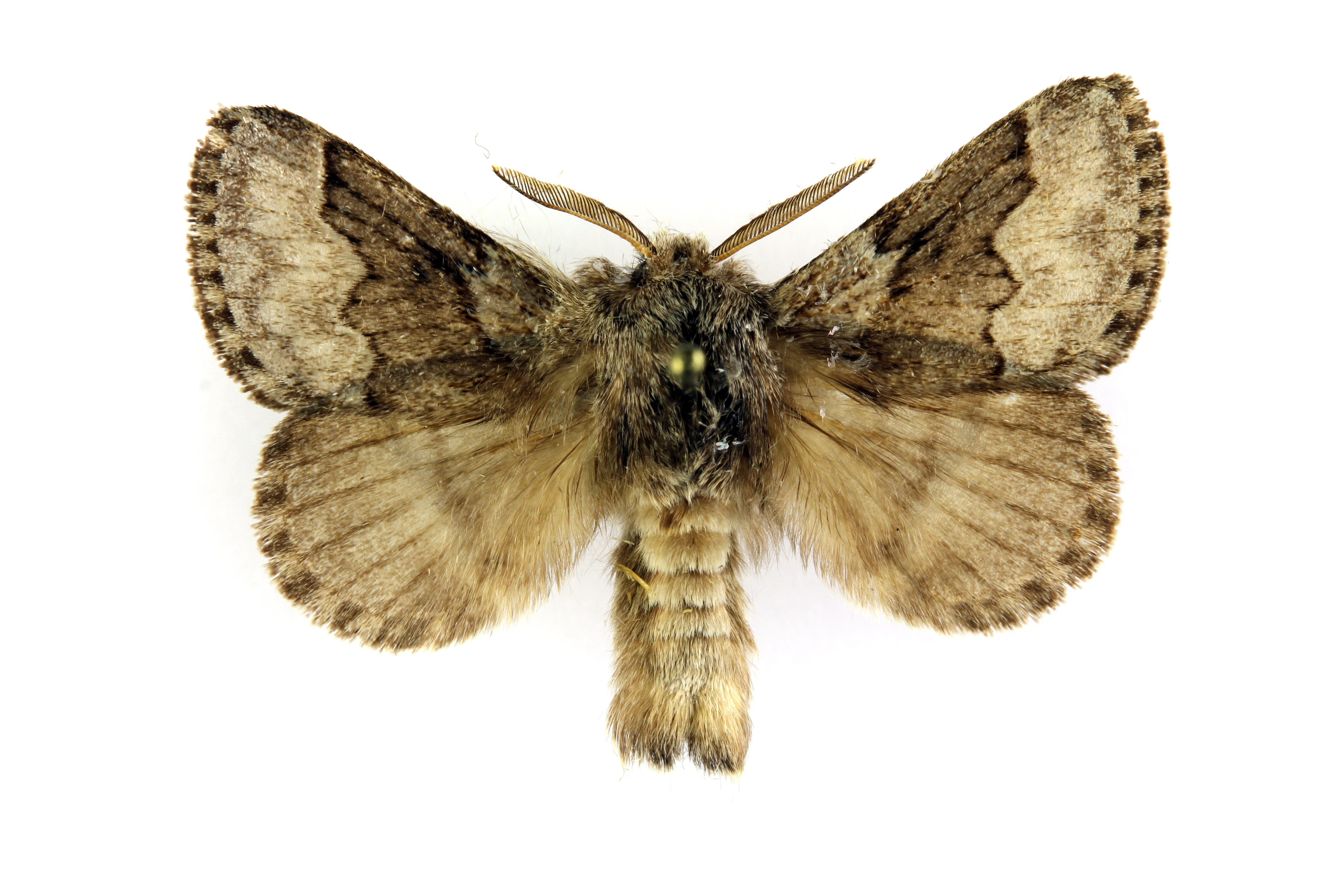
Trichiura crataegi
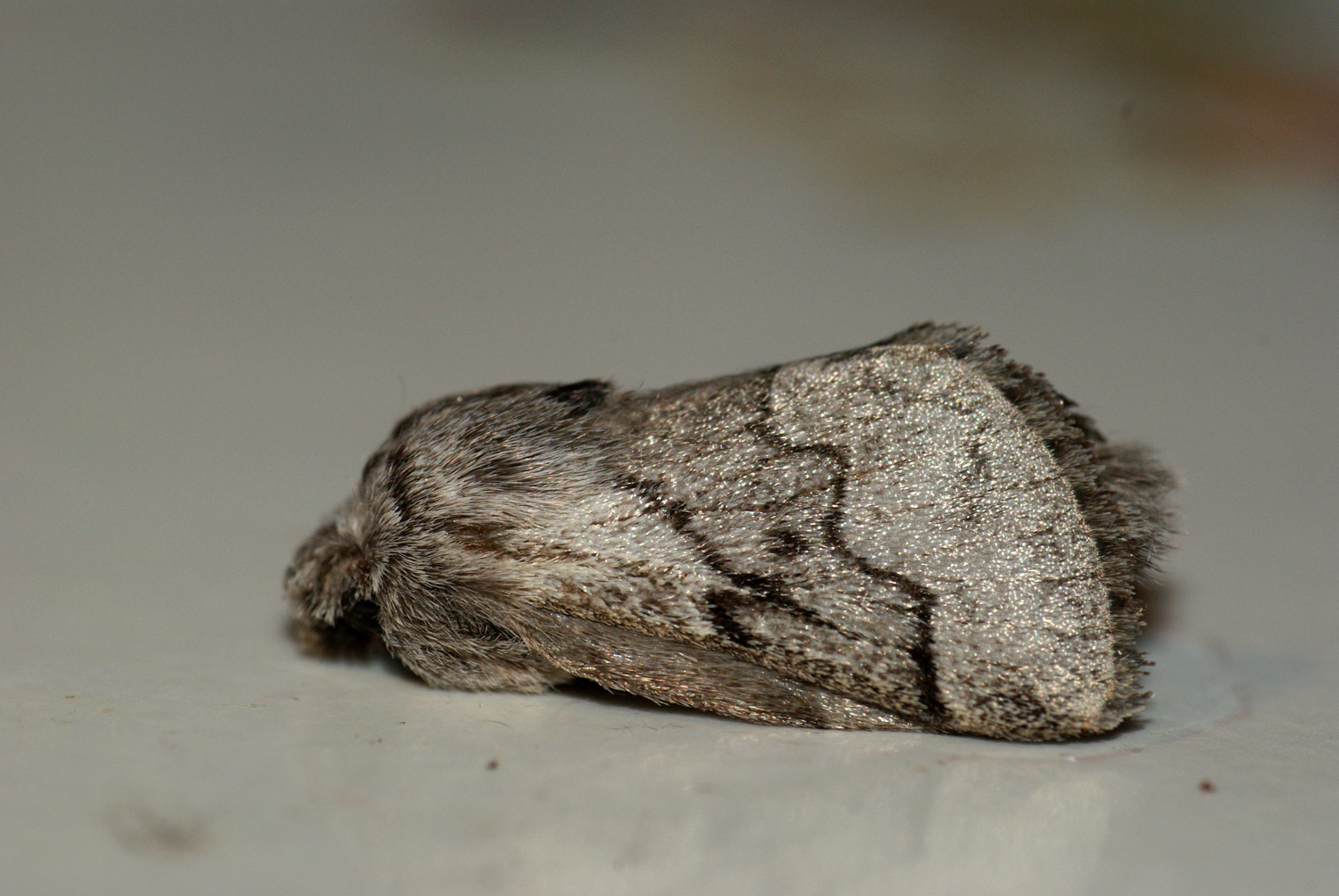
Trichiura crataegi